# Walid Cheddira
Walid Cheddira (ur. 22 stycznia 1998 w Loreto) – marokański piłkarz urodzony we Włoszech, grający na pozycji napastnika w Frosinone Calcio. Jest wypożyczony z SSC Napoli. Reprezentant Maroka.